# Megamorio mniszechii
Megamorio mniszechii is een keversoort uit de familie van de loopkevers (Carabidae). De wetenschappelijke naam van de soort werd in 1869 gepubliceerd door Maximilien de Chaudoir. De soort werd verzameld aan de Goudkust en het holotype maakte ten tijde van de beschrijving deel uit van de collectie van de in Parijs wonende maar van oorsprong Poolse entomoloog Georges Mniszech.